# Parry-Halbinsel (Coatsland)
Die Parry-Halbinsel ist eine Halbinsel im ostantarktischen Coatsland. Sie trennt 5,5 km südwestlich des Parry Point und 40 km südwestlich des Mount Faraway den Slessor-Gletscher vom Bailey-Eisstrom am Westrand des Filchner-Ronne-Schelfeises.
Das UK Antarctic Place-Names Committee benannte sie 1999 in Anlehnung an die Benennung des gleichnamigen Felsvorsprungs. Dessen Namensgeber ist Konteradmiral Cecil Ramsden Langworthy Parry (1901–1977), Sekretär der Commonwealth Trans-Antarctic Expedition (1955–1958).